# Iglesia de San Pedro y San Pablo (Singapur)
La Iglesia de San Pedro y San Pablo (en idioma inglés Church of Saints Peter and Paul y en chino simplificado 圣彼得与圣保罗教堂) es una iglesia católica singapuresa en el Área Central de esa ciudad-estado. La historia de dicha iglesia comienza con la llegada de la comunidad católica china a Singapur; la iglesia, con su torre, fue construida entre 1869 y 1870, erigida por misioneros chinos al servicio de una congregación de todos los dialectos chinos y otros del subcontinente indio, convirtiéndose en la iglesia a la que arribaban misioneros europeos para aprender algún dialecto chino antes de evangelizar en otro lugar.
Inicialmente, la comunidad católica china había edificado el primer centro religioso católico a lo largo de la Calle Bras Basah, aportando tan sólo una quinta parte del costo total de la capilla, que estuvo lista hacia 1833. No obstante, a final de la década de 1830 la capilla se hizo demasiado pequeña para la cantidad creciente de feligreses y misioneros. En vez de agrandar la capilla, se inició la construcción de la Catedral del Buen Pastor.

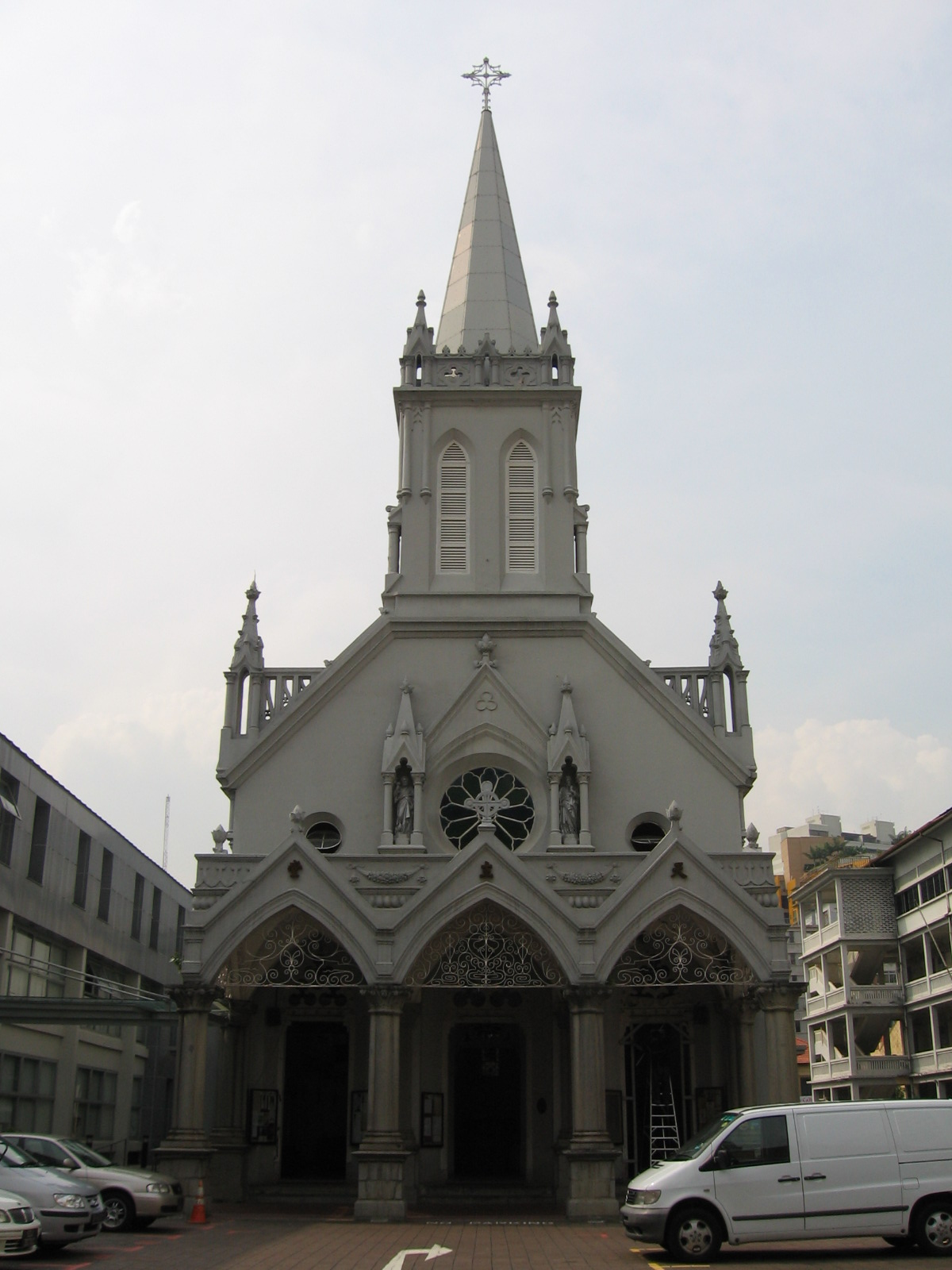
Fachada principal de la iglesia.

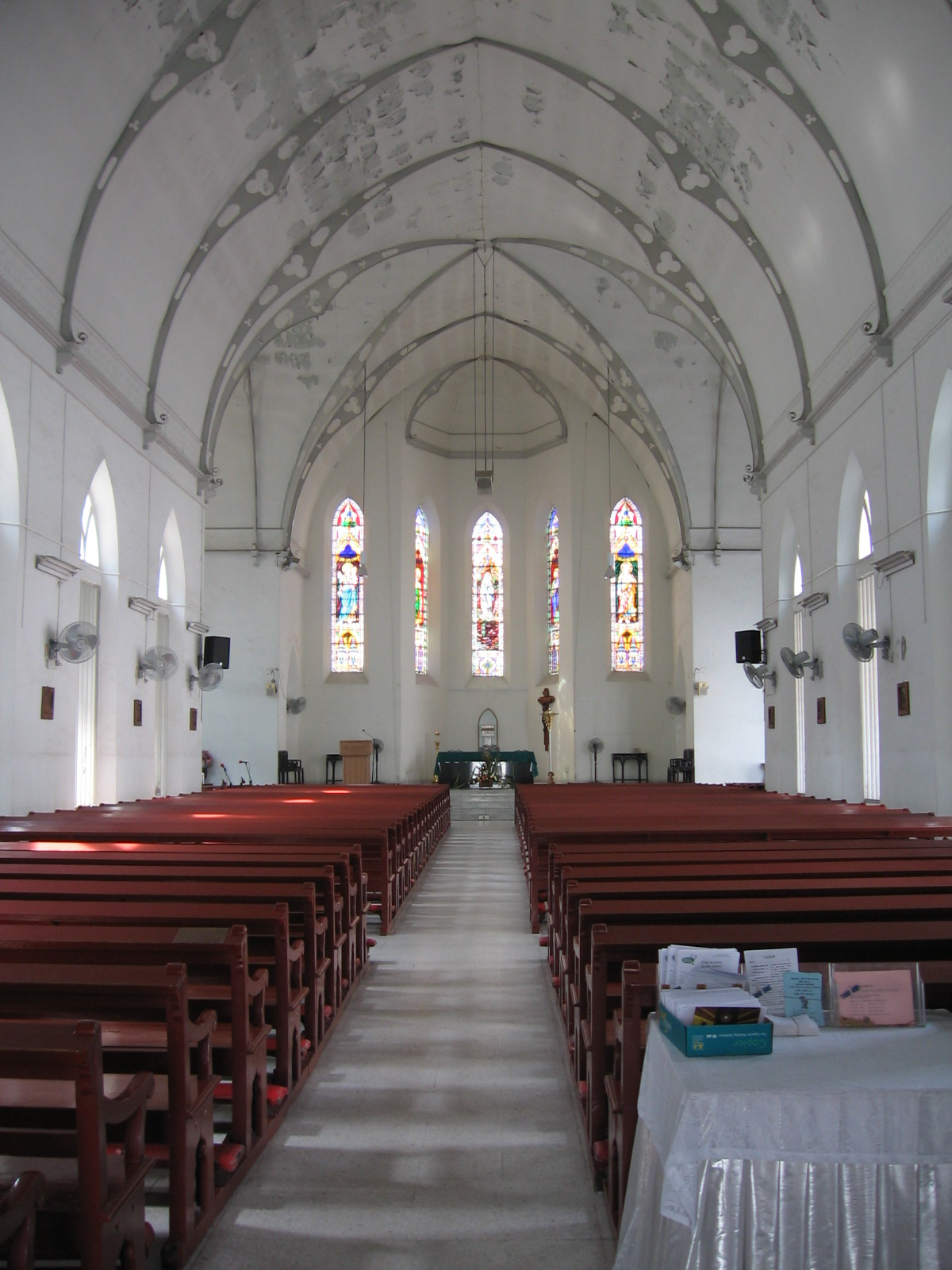
Nave central.

Con el desarrollo del apostolado de chinos e indios bajo el padre Pierre Paris, se hizo cada vez más difícil albergar en la capilla los diferentes grupos lingüístiscos en la catedral; por lo que se erigió una nueva Iglesia de San Pedro y San Pablo, se dice que parte de ella fue donada por Napoleón III. La iglesia fue pequeña, con sólo siete pares de columnas. En 1883, Paris colocó las tres campanas, que aún funcionan, pero su estado de salud no le permitió estar presente cuando eran bendecidas; Paris inició también la construcción de una aguja, pero murió el 23 de mayo de 1883, después de haber trabajado 28 años en la región, está enterrado en la iglesia. Paris fue sucedido por quien lo había reemplazado durante su enfermedad, Ludovic Jules Galmel, quien completó la aguja y construyó el presbiterio; debido a su desconocimiento del tamil, debió ser ayudado por asistentes de la congregación india, hasta cuando se construyó la Iglesia de Nuestra Señora de Lourdes (1888), a donde fue movida esa congregación; así, la Iglesia de San Pedro y San Pablo, con Alphonse Vignol como párroco, se convirtió en una iglesia exclusivamente china.
De 1891 a 1892, la iglesia fue ampliada, añadiéndosele la sacristía y el transepto, además, Vignol colocó tres altares de mármol. De 1910 a 1911 fue ampliada una vez más, tanto en la galería del coro y la construcción del porche como en la extensión de la fachada.
En 1910, los cantoneses y los hakka se mudaron a la Iglesia del Sagrado Corazón, y en 1929, los hoklo a la Iglesia de Santa Teresa.
Una de las principales remodelaciones a la iglesia se planeó para su centenario en octubre de 1969, con la ayuda del comité de remodelación, se llevaron a cabo las obras, que estuvieron listas para la celebración del aniversario n.º 100, en junio y julio de 1970.
Alguna vez hubo en la iglesia un órgano construido en 1877 por el parisino Aristide Cavaillé-Coll bajo un costo de 5939.75 francos. Este orgue de choeur fue desmantelado y desechado en la década de 1960, al igual que las antiguas bancas de madera decoradas con la flor de lis. A principios de 2008, sin embargo, se adquirió un órgano digital de segunda mano.
La Iglesia de San Pedro y San Pablo de Singapur fue convertida en monumento nacional el 10 de febrero de 2003, y del 4 de septiembre al 12 de noviembre de 2006, albergó la Bienal de Singapur.